# Kongenitale letale Myopathie Typ Compton-North
Die Kongenitale letale Myopathie Typ Compton-North ist eine sehr seltene angeborene Form der Kongenitalen Myopathie mit  hochgradiger Bewegungsstörung des Ungeborenen (Akinese), zu viel Fruchtwasser (Polyhydramnion) und Versterben kurz nach der Geburt.
Synonyme sind: englisch Congenital myopathy 12
Die Erstbeschreibung stammt aus dem Jahre 2003 durch die  Australischen Pädiater K. J. Jones und Mitarbeiter.
Die Ursache wurde im Jahre 2008 durch Alison G. Compton, Douglas E. Albrecht, Kathryn N. North und Mitarbeiter beschrieben, auf die sich die Namensbezeichnung bezieht.

## Verbreitung
Die Häufigkeit wird mit unter 1 zu 1.000.000 angegeben, die Vererbung erfolgt autosomal-rezessiv.

## Ursache
Der Erkrankung liegen Mutationen im CNTN1-Gen Chromosom 12 q12 zugrunde, das für Contactin-1 kodiert, ein Protein für neurale Adhäsion und motorische Endplatte.

## Klinische Erscheinungen
Klinische Kriterien sind:
- Manifestation vorgeburtlich oder während derNeugeborenenzeit
- Fetale Akinese
- Intrauterine Wachstumsverzögerung
- Polyhydramnion
- nachgeburtlich ausgeprägte Muskelhypotonie einschließlich der Atemmuskulatur
- multiple Beugekontrakturen

## Diagnose
Die Diagnose ergibt sich aus der Kombination klinischer Befunde und kann durch humangenetische Untersuchung gesichert werden.